# Chen Tao
Chen Tao (chinesisch 真道, Pinyin zhēn dào), auch als God’s Salvation Church bekannt, ist eine neureligiöse Bewegung, die Ende der 1990er Jahre aufgrund apokalyptischer Voraussagen bekannt wurde.

## Geschichte
Gegründet wurde die Bewegung Anfang der 1990er Jahre von Hon-Ming Chen (* 22. April 1955) in Taiwan. 1995 zogen die rund 150 Mitglieder nach San Dimas (Kalifornien). Zwei Jahre später fand ein weiterer Umzug nach Garland (Texas) statt. Dies begründete Hon-Ming mit der Ähnlichkeit zwischen den Worten God’s Land und Garland. Nach der nicht eingetroffenen Apokalypse zerfiel die Gruppe. Ein Teil ging wieder nach Taiwan zurück. Andere um Hon-Ming siedelten sich in Lockport (New York) an.

## Lehre
Chen Tao vermischt buddhistische Ansichten mit taiwanesischem Volksglauben und der christlichen Apokalypse. Dazu kommen noch neuere Aspekte aus dem Science-Fiction-Bereich. Führer der Bewegung ist Hon-Ming Chen. Er wurde anfangs als Lehrer und Heiler, später auch als Prophet verehrt.
Laut Chen Tao wurde die Erde bereits viermal besiedelt. Nach jeder dieser Siedlungsperioden gab es eine Katastrophe. Nur wenige Menschen wurden nach jeder dieser Weltuntergängen von fliegenden Untertassen gerettet und später wieder auf der Erde ausgesetzt. Die UFOs landeten dabei jeweils in Nordamerika, da dieser Kontinent von den Katastrophen verschont blieb. Chen Taos Thesen wurden im Buch Gods Descending in Clouds (Flying Saucers) on Earth to Save People von Hon-Ming veröffentlicht.

## Weltuntergang 1999
Hon-Ming Chen behauptete, dass im August 1999 Asien von einer nuklearen Katastrophe heimgesucht wird. Daraufhin würden von Gott gesendete und in Wolken verborgene UFOs die Menschen retten. Außerdem sollte ein Zeichen Gottes auf Kanal 18 am 25. März 1998 zu sehen sein. Gott selber sollte am 31. März 1998 10 Uhr vormittags in Hon-Mings Körper einfahren. Dadurch könnte er sich dann unsichtbar machen, gleichzeitig an verschiedenen Orten sein und sich mit allen Leuten in ihrer jeweiligen Landessprache unterhalten können.
Die Voraussagen der Chen Tao Bewegung stießen auf ein breites Medieninteresse. Man berichtete über die Gruppe, ihren Glauben und ihren Lebenswandel. Erstaunt war man darüber, dass es sich bei den Chen Tao Anhängern um gebildete, reiche Taiwaner handelte. Zudem waren alle Mitglieder in weiß gekleidet und trugen passend zu ihrem Aufenthaltsort Texas Cowboyhüte und Stiefel.
Nachdem Gott weder auf Kanal 18 noch vor dem Anwesen von Hon-Ming Chen erschienen war, befürchteten viele einen ähnlichen Massenselbstmord wie bei Heaven’s Gate. Hon-Ming verurteilte jedoch solche Selbstmorde anderer UFO-Gruppen und entschuldigte sich für seine nicht eingetroffene Prophezeiung. Unter anderem räumte er eigene Fehler bei der Berechnung des genauen Zeitpunkts der Apokalypse sein. Auch sei es eine Art Gnadenfrist für all jene Menschen, die noch nicht von Chen Tao überzeugt wurden. Er fügte jedoch hinzu, dass es auch ein Wunder Gottes sei, dass so viele Journalisten weltweit über Chen Tao und deren Lehre berichteten.

## Gegenwart
Trotz alledem kehrten die meisten Anhänger von Chen Tao zurück nach Taiwan. Etwa 30 Mitglieder von Chen Tao einschließlich Hon-Ming Chen quartierten sich in Lockport im Niagara County ein. Sporadisch traten sie danach noch in New York City auf. Dort behaupteten sie unter anderem, Krebs und AIDS heilen zu können.

## Sonstiges
Im Laufe der Medienberichterstattung zwischen 1995 und 1999 wurden noch mehrere Glaubensgrundsätze propagiert. So wurde zum Beispiel in Vancouver (Kanada) von Chen Tao eine Reinkarnation Jesu und andererorts ein neuer Buddha gefunden. Auch wurde behauptet, dass nur Vegetarier von den UFOs gerettet werden.